# 語音發展遲緩
語音發展遲緩(Speech delay)，是指兒童在學習發音的發展比正常同齡的兒童緩慢。語音發展遲緩，和語言發展遲緩不同，是專指發音上的困難，難以辨認某些聲音，和難以運用各器官（肺部、聲帶、口腔、牙齒、舌頭、嘴唇）合作去發出正確的字詞。由於發音和語言的發展是兩個不同的階段，因此有語音發展困難的兒童可能會嘗試組成句子，但別人卻無法理解他所說的字詞。而有語言障礙的兒童，則可能因為無法辨認或理解字詞而發出一些別人不懂的聲音。

## 徵狀
語音發展遲緩的影響可以從十二個月大開始，直至青少年期間，不同年齡會出現的不同情況。以下是一些語音發展遲緩的徵狀。
12個月大，仍然無法發出任何輔音，或無法在有需要的時候發聲呼叫，或無法發出三種或以上的不同聲音。
15至18個月大，仍然未懂得說「媽媽」、「爸爸」、「不」、「好」等簡單詞語，或在18個月時仍未懂得15個生字；無法分辨身體的部份；無法模仿別人的聲音或者動作；經常以動作代替聲音去表達想要些甚麼。
在2歲到4歲之間，仍無法在沒有引導下說一些詞語；無法理解簡單的指示；無法將兩個字連起來；無法發出某些輔音；連家人也無法理解他說的話；無法將兩、三個字詞合成一句簡單的句子等等。

## 影響
由於辨認聲音或者發聲的困難，語音發展遲緩的兒童也容易會有行為上或心理上的問題，可能因為無法和同齡的人或者大人溝通，以至影響他們的行為和融入社群的能力。

## 原因
語音發展遲緩可以上生理上的問題，如因為嘴唇變型，牙齒生長不整，上下顎不整等等。若其中一些聲音難以發出，兒童即會缺乏或延遲發出字詞的能力。除此之外也可能是耳朶有問題，完全或部份失去聽力。亦可能是腦部或神經的問題，導致無法辨認字詞的聲音，又或者無法控制面部或舌頭的肌肉等等。有時無法控制肌肉甚至會影響嘴嚼和吞嚥的能力。有以上徵狀的皆為語音發展遲緩的高危人士。

## 治療
在初步診斷後，兒童首先會接受聽力的測試。若果證實兒童的聽力沒有問題，而兒童的智商亦無明顯問題，則測試兒童在發音上困難的程度和原因。除了言語治療，物理診療和職業治療對於生理上的發音障礙亦有幫助。而若發現兒童的聽力有問題，則可能透過手語或其它工具去幫助兒童去理解。而家長對治療的進度影響甚大。家長可以透過多向子女說話，以簡單清楚的句子，正面的獎勵和耐性的教導去幫助兒童學習。若果兒童是在運用肌肉有困難，則可以透過不同的食物去鍛鍊子女在嘴嚼時運用顎肌。而透過歌唱亦有可能幫助兒童掌握發音，但音樂治療的效用仍有待證實。